# Mungo
Mungo (ang. Lake Mungo) – wyschnięte jezioro w południowo-zachodniej części Nowej Południowej Walii w Australii. Położone jest ok. 740 km na zachód od Sydney i 90 km na północny wschód od miejscowości Mildura. Jezioro wchodzi w skład Parku Narodowego Mungo i jest jednym z siedemnastu jezior w Regionie Wyschniętych Jezior Willandra, wpisane na listę światowego dziedzictwa UNESCO.
W okolicach jeziora Mungo dokonano wielu ważnych odkryć archeologicznych. Najważniejszymi z nich są znaleziska nazwane Mungo Lady i Mungo Man. Mungo Lady to częściowo skremowane szczątki kobiety odkryte w 1969. Kiedy zmarła, została spalona, po czym resztki kości rozbito pałkami lub młotkami i zagrzebano.
Początkowo ich wiek określano na 25 tys. lat, jednak szczegółowe badania z 2003 przesunęło datowanie na około 40 tys. Szczątki uznawane są za najstarszy znany przypadek celowej kremacji w skali świata. Ciało Mungo Mana, odkryte w 1974, zostało po śmierci pokryte czerwoną ochrą. Wcześniejsze datowanie – około 60 tys., współczesne – około 40 tys..
Ślady osadnictwa na tym terenie – m.in. kamienne narzędzia, sięgają 50 tysięcy lat wstecz. Odnalezione również żarna z piaskowca datowane na 5-10 tys. lat.